# Proteus (bactéria)
Proteus é um gênero de bactérias gram-negativas da família Enterobacteriaceae.
Produtor de urease, cliva a ureia em dióxido de carbono (CO2) e amônia aumentando o pH facilitando a formação de cálculos renais. O aumento da alcalinidade da urina é tóxico para o epitélio urinário.
Acomete pacientes cateterizados, pós-cirúrgicos. P. mirabllis e P. vulgaris estão associados ao diabetes e anomalias do trato urinário.